# سول ترين
سول ترين (بالإنجليزية: Soul Train) هو برنامج موسيقي منوع أُطلق لأول مرة في 2 أكتوبر 1971 في الولايات المتحدة، واستمر عرضه حتى 25 مارس 2006، حيث يُعد من أطول البرامج الموسيقية في تاريخ التلفزيون الأمريكي.
أسّسه وقدّمه في بدايته الإعلامي دون كورنيليوس 

## تاريخ البرنامج وتطوره
•البداية في شيكاغو (1970): بدأ كبرنامج محلي على قناة WCIU-TV.
•الانتقال إلى التوزيع الوطني (1971): أصبح يُبث على مستوى البلاد، مما زاد من شعبيته وتأثيره.
•تغيير المضيفين: بعد دون كورنيليوس، تولى تقديم البرنامج شخصيات مثل ميسترو كلارك، شيمار مور، ودوريان غريغوري.
•النهاية (2006): توقف الإنتاج بعد 35 عامًا من العرض المستمر.

## جوائز سول ترين الموسيقية
تم إطلاق جوائز سول ترين الموسيقية في عام 1987 لتكريم الإنجازات في مجالات الموسيقى والرقص والثقافة. تُعد هذه الجوائز امتدادًا لروح البرنامج وتستمر في التأثير على المشهد الثقافي حتى اليوم